# Off with Their Heads
Off With Their Heads – trzeci album zespołu Kaiser Chiefs. Został wydany 20 października 2008 r. poprzez wytwórnię B-Unique Records. Singlem promującym jest piosenka: „Never Miss a Beat”.

## Lista utworów
1. „Spanish Metal” – 2:19
2. „Never Miss a Beat” – 3:08
3. „Like It Too Much” – 3:23
4. „You Want History” – 3:45
5. „Can’t Say What I Mean” – 2:49
6. „Good Days Bad Days” – 2:53
7. „Tomato in the Rain” – 3:51
8. „Half the Truth” – 3:44
9. „Always Happens Like That” – 3:12
10. „Addicted To Drugs” – 3:53
11. „Remember You’re a Girl” – 2:37